# Río Milcov
El río Milcov (en rumano: Milcov) es un corto río que discurre por el este de Rumanía, un afluente del río Putna, a su vez afluente del río Siret, tributario del río Danubio. La ciudad de Focşani estaba a sus orillas, pero el cauce se desplazó algunos kilómetros al sur de la ciudad.
En 1482, Esteban III de Moldavia declaró al Milcov como frontera entre Valaquia y Moldavia. En el siglo XIX, el río se convirtió para los unionistas en un símbolo de discordia entre Valaquia y Moldavia. La frontera del Milcov desapareció en 1859, cuando ambos estados se unieron para formar el Reino de Rumanía.